# 新克里沙斯
新克里沙斯是巴西戈亚斯州的一个市镇。总面积7298.795平方公里，总人口13221人，人口密度1.8人/平方公里。